# Décès en 1270
Décès
- 1266
- 1267
- 1268
- 1269
- 1270
- 1271
- 1272
- 1273
- 1274

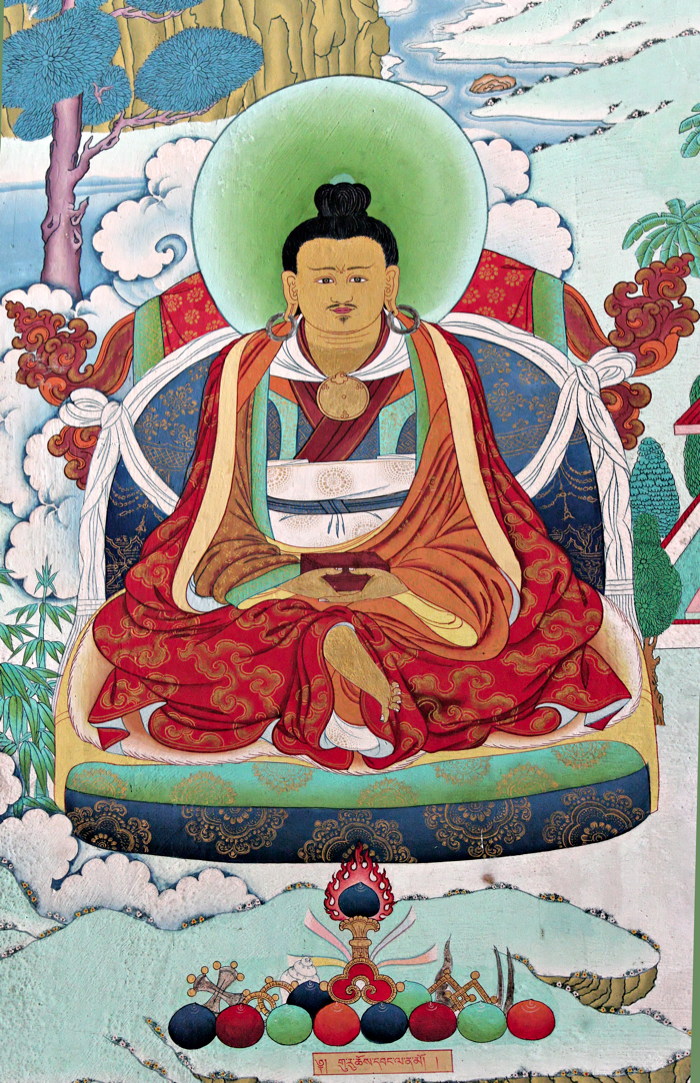
Guru Chöwang, mort en 1270.

Cette page dresse une liste de personnalités mortes au cours de l'année 1270 :
- 11 janvier : Nijō Yoshizane, noble de cour japonais (kugyō) de l'époque de Kamakura.
- 18 février : Hōjō Tokimochi, membre du clan Hōjō est le cinquième kitakata rokuhara Tandai (première sécurité intérieure de Kyoto).
- 23 février : Isabelle de France, fondatrice du monastère des clarisses urbanistes de Longchamp près de Paris, considérée comme bienheureuse par l'Église catholique.
- entre le 28 février et le 17 mars : Guigues VII dauphin de Viennois
- 17 mars : Philippe Ier de Montfort-Castres, seigneur de la Ferté-Alais, de Bréthencourt, de Castres-en-Albigeois, de Toron et seigneur de Tyr.
- avril : Étienne Boileau, un des premiers prévôts de Paris connus.
- 27 avril : Ladislas, archevêque de Salzbourg, régent du duché de Wrocław, administrateur apostolique du diocèse de Wrocław.
- 3 mai : Béla IV de Hongrie, roi de Hongrie.
- 9 juillet : István Báncsa, évêque de  Vác, archevêque d'Esztergom, cardinal-évêque de Palestrina.
- 18 juillet : Boniface de Savoie, évêque de Belley et archevêque de Cantorbéry.
- 3 août : Jean Tristan de France, comte consort de Nevers et comte de Valois.
- 10 août : Raoul de Grosparmy, évêque d'Évreux, cardinal-évêque d'Albano, légat apostolique.
- 20 août : Jean Ier de Courtenay-Champignelles, archevêque de Reims, duc et pair de France.
- 25 août :
  - Louis IX dit Saint-Louis, roi de France.
  - Alphonse de Brienne, comte d'Eu, vicomte de Cyrel et grand chambrier de France.
- 19 septembre : Guy de Mello, évêque de Verdun puis d'Auxerre.
- 25 septembre : Philippe II de Montfort-Castres, seigneur de la Ferté-Alais, de Bréthencourt, seigneur de Castres-en-Albigeois et comte de Squillace.
- Thibaut II de Navarre, roi de Navarre.

- Barral Ier des Baux, sénéchal du Comtat Venaissin, seigneur de Loriol, Bédoin, Cavaillon, Brantes et Monteux.
- Roger Bigot, 4e comte de Norfolk.
- Guru Chöwang, considéré dans l'école Nyingmapa du bouddhisme tibétain comme le deuxième des cinq rois des tertöns, c'est-à-dire des découvreurs de termas, des trésors spirituels cachés par Padmasambhava.
- Héthoum Ier d'Arménie, roi arménien de Cilicie.
- Héric de Beaujeu, seigneur d'Herment et maréchal de France.
- Marguerite de Courtenay-Namur, marquise de Namur.
- Renaud Ier de Forez, comte de Forez et seigneur de Beaujeu.
- David VII de Géorgie, co-roi de Géorgie.
- Rodolphe III de Gruyère, comte de Gruyère.
- Hugues XII de Lusignan, sire de Lusignan, comte de La Marche, d'Angoulême, comte de Porhoët, seigneur de Fougères, seigneur de Chilly, vicomte d'Aubusson.
- Mathieu III de Montmorency, baron de Montmorency.
- Gauthier III de Nemours, seigneur de Nemours en Gâtinais, maréchal de France.
- Renaud de Précigny, seigneur de Marans, Aurouer, Bridoré, Rangé, la Brétinière, maréchal de France.
- Marie Lascaris , princesse byzantine, reine de Hongrie.
- Guillaume le Jeune de Burgh, ou William Og de Burgh, seigneur de Connaught.
- Nahmanide, rabbin.
- Mansa Oulé, Mansa du Mali.

date incertaine (vers 1270)
- Arrigo da Campione, sculpteur et un architecte italien.

## Crédit d'auteurs
- Cet article est partiellement ou en totalité issu de l'article intitulé « 1270 » (voir la liste des auteurs).